# Golden Hour of Status Quo
Golden Hour of Status Quo è un album rarità del gruppo inglese Status Quo, uscito nel 1973.

## Il disco
Si tratta di una raccolta di canzoni incise per l'etichetta Pye Records tra il 1968 e il 1969, quando la longeva band britannica era ancora agganciata al genere psichedelico.
Tra i brani spiccano i singoli Pictures of Matchstick Men, Are You Growing Tired of My Love e Ice in the Sun.

## Tracce
Lato A
1. Pictures of Matchstick Men - 3:15 - (Rossi)
2. The Price of Love - 3:45 - (D. and P. Everly)
3. Mr. Mind Detector - 3:02 - (King)
4. Paradise Flat - 3:15 - (Wilde/Scott)
5. You're Just What I Was Looking for Today - 3:50 - (Goffin/King)
6. When My Mind Is Not Live - 2:50 - (Parfitt/Rossi)
7. The Clown - 3:23 - (Lyne/Lancaster)
8. Elizabeth Dreams - 3:20 - (Wilde/Scott)
9. When I Awake - 3:55 - (Lancaster/Young)
10. Are You Growing Tired of My Love - 3:39 - (King)

Lato B
1. Ice in the Sun - 2:14 - (Wilde/Scott)
2. So End Another Life - 3:13 - (Lancaster)
3. Spicks and Specks - 2:15 - (B. Gibb)
4. Velvet Courtains - 3:00 - (King)
5. Poor Old Man - 3:40 - (Rossi/Parfitt)
6. Sunny Cellophane Skies - 2:45 - (Lancaster)
7. Gentleman Joe's Sidewalk Cafe - 3:00 - (K. Young)
8. Face Without a Soul - 3:10 - (Rossi/Parfitt)
9. Sheila - 1:55 - (Roe)
10. Green Tambourine - 2:17 - (Leka/Pinz)
11. Black Veils of Melancholy - 3:14 - (Rossi)

## Formazione
- Francis Rossi – chitarra solista, voce
- Rick Parfitt – chitarra ritmica, voce
- Alan Lancaster – basso, voce
- John Coghlan – percussioni
- Roy Lynes – tastiera